# Cory Murphy
Cory Murphy (ur. 13 lutego 1978 w Kanata, Ontario) – kanadyjski hokeista, reprezentant Kanady, trener hokejowy.

## Kariera zawodnicza

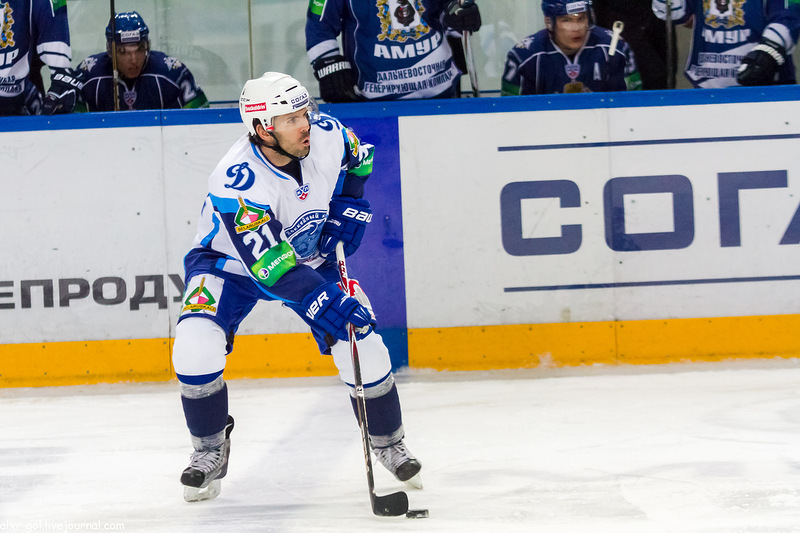
Cory Murphy w barwach Dynama Mińsk (2012)

- Kanata Valley Lasers (1994-1997)
- Colgate Raiders (1997–2001)
- Blues (2001–2003)
- Ilves (2003–2005)
- Fribourg-Gottéron (2005−2006)
- HIFK (2006–2007)
- Florida Panthers (2007–2008)
- Rochester Americans (2008)
- Tampa Bay Lightning (2008–2009)
- New Jersey Devils (2009–2010)
  -  Lowell Devils (2009–2010)
- ZSC Lions (2010–2012)
- Dynama Mińsk (2012−2013)
- Växjö Lakers (2013–2017)
- Karlskrona HK (2017–2018)

Wychowanek Ottawa Valley Titans. W młodości od 1994 przez trzy sezony grał w rozgrywkach juniorskich Canadian Junior Hockey League (CJHL). Potem od 1997 przez cztery lata występował w amerykańskiej lidze akademickiej NCAA w barwach zespołu z Colgate University, a w ostatnim sezonie był kapitanem drużyny. Od 2001 grał w klubach fińskich rozgrywek SM-liiga oraz szwajcarskich NLA. W międzyczasie, od 2007 do 2010 był zawodnikiem drużyn w NHL i AHL.
Od lipca 2012 był graczem białoruskiego klubu Dynama Mińsk, występującego w rosyjskich rozgrywkach KHL. Od maja 2013 zawodnik szwedzkiego Växjö Lakers. W styczniu 2015 przedłużył kontrakt o dwa lata. Od kwietnia 2017 zawodnik Karlskrona HK. W maju 2018 ogłosił zakończenie kariery zawodniczej.
Uczestniczył w turnieju mistrzostw świata w 2007.

## Kariera  trenerska
- Rögle BK (2018-), asystent trenera
- Reprezentacja Niemiec (2018/2019, 2019/2020), trener w sztabie

Wiosną 2018 został asystentem trenera w szwedzkim klubie Rögle BK. W sezonie 2018/2019 został też zatrudniony w sztabie reprezentacji Niemiec.

## Sukcesy
Reprezentacyjne
- Złoty medal mistrzostw świata: 2007

Klubowe
- Złoty medal CJHL: 1997 z Kanata Valley Lasers
- Fred Page Cup: 1997 z Kanata Valley Lasers
- Złoty medal mistrzostw Szwajcarii: 2012 z ZSC
- Złoty medal mistrzostw Szwecji: 2015 z Växjö Lakers

Indywidualne
- SM-liiga (2003/2004):
  - Pierwsze miejsce w klasyfikacji asystentów wśród obrońców w sezonie zasadniczym: 26 asysty
  - Pierwsze miejsce w klasyfikacji kanadyjskiej wśród obrońców w sezonie zasadniczym: 44 punktów
  - Skład gwiazd sezonu
- SM-liiga (2006/2007):
  - Piąte miejsce w klasyfikacji asystentów w sezonie zasadniczym: 37 asyst[8]
    - Pierwsze miejsce w klasyfikacji asystentów wśród obrońców w sezonie zasadniczym: 37 asyst

  - Dziesiąte miejsce w klasyfikacji kanadyjskiej w sezonie zasadniczym: 50 punktów[9]
    - Pierwsze miejsce w klasyfikacji kanadyjskiej wśród obrońców w sezonie zasadniczym: 50 punktów

  - Trofeum Lassego Oksanena – najlepszy zawodnik w sezonie zasadniczym
  - Trofeum Pekki Rautakallio – najlepszy obrońca sezonu
  - Kultainen kypärä (Złoty Kask) – najlepszy zawodnik (w głosowaniu graczy ligi)
  - Skład gwiazd sezonu
- Svenska hockeyligan (2014/2015):
  - Pierwsze miejsce w klasyfikacji asystentów wśród obrońców w sezonie zasadniczym: 30 asyst
  - Pierwsze miejsce w klasyfikacji kanadyjskiej wśród obrońców w sezonie zasadniczym: 39 punktów
  - Najlepszy obrońca sezonu
- KHL (2012/2013):
  - Drugie miejsce w klasyfikacji asystentów wśród obrońców w sezonie zasadniczym: 27 asyst
  - Piąte miejsce w punktacji kanadyjskiej wśród obrońców w sezonie zasadniczym: 32 punkty